# 2192 Pyatigoriya
2192 Pyatigoriya (1972 HP) là một tiểu hành tinh vành đai chính được phát hiện ngày 18 tháng 4 năm 1972 bởi T. M. Smirnova ở Đài vật lý thiên văn Crimean.